# Bocigas
Bocigas est une commune de la province de Valladolid dans la communauté autonome de Castille-et-León en Espagne.

## Sites et patrimoine
- Église San Juan Bautista
- Chapelle San Pelayo (Pélage de Cordoue)